# The Wire
The Wire (titulada Bajo escucha en España y Los vigilantes en México) es una serie de televisión estadounidense ambientada en Baltimore, Maryland, cuyo hilo conductor son las intervenciones telefónicas judiciales encomendadas a un grupo policial. Fue ideada, escrita y producida por el periodista y escritor David Simon, que se basó en su experiencia en la sección de sucesos del Baltimore Sun. Se estrenó en el canal de televisión por cable HBO el 2 de junio de 2002 y finalizó su emisión el 9 de marzo de 2008, periodo en el que se emitieron sesenta capítulos repartidos en cinco temporadas.
The Wire trata de ser una visión realista de la vida de Baltimore, centrándose especialmente en el tráfico de drogas. Muchos de sus personajes se basan en personas reales de Baltimore y varios actores secundarios son aficionados que interpretan sus propios personajes. Presenta en cada temporada una institución diferente de la ciudad y su relación con la policía y con los ámbitos más marginales de la ciudad, al tiempo que mantiene los personajes y avanza en las tramas de las temporadas anteriores.
Fue emitida en Estados Unidos e Hispanoamérica por la cadena de televisión por cable HBO y en España por el canal de pago TNT. Pese a no haber sido un gran éxito comercial, fue alabada por la crítica, que la calificó como una de las mejores series de televisión realizadas y uno de los mejores trabajos de ficción de toda la historia. Las votaciones de los usuarios en la mayor página de cine en español de internet, FilmAffinity, la sitúan como la mejor serie de la historia. Asimismo, la Writers Guild Association posicionó a la serie en el puesto número 9 de Las 101 series mejor escritas de la historia de la TV.
Fue elegida la mejor serie de televisión de la historia por Time, The New York Times, The Guardian, Philadelphia Daily News, Entertainment Weekly, The Telegraph, San Francisco Chronicle, Complex, Vulture y Slate.

## Sinopsis
Cada una de las temporadas analiza un aspecto diferente de la ciudad de Baltimore, aunque siempre tienen en común el tráfico de drogas.
- El tema de la primera temporada se centra en las luchas entre la policía y las bandas de narcotraficantes en el distrito oeste de la ciudad, visto desde ambos puntos de vista.
- La segunda temporada se adentra en el recinto portuario de Baltimore, el contrabando de mercancías alrededor del mismo y los problemas de los sindicatos, mostrando por primera vez a los proveedores de insumos para las drogas.
- La tercera temporada se centra en los políticos, las luchas por el poder y el liderazgo social.
- La cuarta analiza el sistema educativo y la educación de los niños de los bajos fondos.
- La quinta y última temporada, retrata la redacción de un periódico y otros medios de comunicación.

## Episodios
| Temporada | Temporada | Episodios | Episodios | Emisión original         | Emisión original        |
| Temporada | Temporada | Episodios | Episodios | Primera emisión          | Última emisión          |
| --------- | --------- | --------- | --------- | ------------------------ | ----------------------- |
|           | 1         | 13        | 13        | 2 de junio de 2002       | 8 de septiembre de 2002 |
|           | 2         | 12        | 12        | 1 de junio de 2003       | 24 de agosto de 2003    |
|           | 3         | 12        | 12        | 19 de septiembre de 2004 | 19 de diciembre de 2004 |
|           | 4         | 13        | 13        | 10 de septiembre de 2006 | 10 de diciembre de 2006 |
|           | 5         | 10        | 10        | 6 de enero de 2008       | 9 de marzo de 2008      |

## Personajes

### Policía de Baltimore
- Dominic West como el Detective James 'Jimmy' McNulty, de Homicidios.
- Lance Reddick como el Teniente Cedric Daniels, de Narcóticos.
- Sonja Sohn como la Detective Shakima 'Kima' Greggs.
- Wendell Pierce como el Detective William 'Bunk' Moreland.
- Clarke Peters como el Detective Lester Freamon.
- Seth Gilliam como el Sargento Ellis Carver.
- Domenick Lombardozzi como el Detective Thomas 'Herc' Hauk.
- Corey Parker Robinson como el Detective Leander Sydnor.
- Deirdre Lovejoy como la ayudante del fiscal Rhonda Pearlman.
- Frankie Faison como el Comisario Ervin H. Burrell.
- John Doman como el Comisario adjunto de operaciones William A. Rawls.
- Ed Norris como el Detective Edward Norris.
- Delaney Williams como el Sargento Jay Landsman.
- Jim True-Frost como el Detective Roland 'Prez' Pryzbylewski, de Accidentes.
- Robert Wisdom como el Comandante Howard 'Bunny' Colvin.
- Al Brown como el Comandante Stanislaus 'Stan' Valchek.
- Peter Gerety como el Juez Daniel Phelan.

### Calles de Baltimore
- Wood Harris como Avon Barksdale.
- Idris Elba como Russell 'Stringer' Bell.
- Michael K. Williams como Omar Little.
- Andre Royo como Reginald "Bubbles" Cousins.
- Jamie Hector como Marlo Stanfield.
- Gbenga Akinnagbe como Chris Partlow.
- J. D. Williams como Preston 'Bodie' Broadus.
- Chad Coleman como Dennis "Cutty" Wise.
- Lawrence Gilliard Jr como D'Angelo Barksdale.
- Michael B. Jordan como Wallace.
- Tray Chaney como Malik "Poot" Carr.
- Felicia Pearson como Felicia "Snoop" Pearson.
- Leo Fitzpatrick como Johnny Weeks.
- Hassan Johnson como Roland "Wee-Bey" Brice.
- Kwame Patterson como "Monk" Metcalf.
- Richard Burton (Baltimore) como Shaun "Shamrock" McGinty.
- Clifford Smith como Melvin "Cheese" Wagstaff.
- Anwan Glover como "Slim Charles".
- Michael Potts como El Hermano Mouzone.
- Melvin Williams como El Diácono.
- Steve Earle como Walon.
- Michael Kostroff como el Abogado Maurice "Maury" Levy.

### Puerto
- Chris Bauer como Frank Sobotka.
- Paul Ben-Victor como Spiros "Vondas" Vondopoulos.
- Amy Ryan como Beatrice "Beadie" Russell.
- Pablo Schreiber como Nick Sobotka.
- James Ransone como Ziggy Sobotka.
- Bill Raymond como "El Griego".
- Luray Cooper como Nat Coxson.
- Bus Howard como Vernon "Ott" Motley.
- Richard Pelzman como Little Big Roy.
- Charley Scalies como Thomas "Cara de Caballo" Pakusa.
- Jeffrey Gordon Pratt como Johnny "Fifty" Spamanto.
- Lance Irwin como a Maui.

### Política de Baltimore
- Isiah Whitlock Jr. como el Senador R. Clayton 'Clay' Davis.
- Aidan Gillen como el Concejal Thomas 'Tommy' Carcetti.
- Glynn Turman como el alcalde de Baltimore Clarence Royce.
- Reg E. Cathey como Norman Wilson.
- Frederick Strother como el Delegado del Estado Odell Watkins.
- Marlyne Barrett como la presidenta del Consejo de la Ciudad Nerese Campbell.
- Maria Broom como Marla Daniels.
- Christopher Mann como el Concejal Anthony 'Tony' Gray.
- Neal Huff como Michael Steintorf.
- Cleo Reginald Pizana como el Jefe de Personal Coleman Parker.
- Burre Brandy como Teresa D'Agostino.
- Michael Willis como Andy Krawczyk.

### Colegio de Baltimore
- Jermaine Crawford como Duquan "Dukie" Weems.
- Maestro Harrell como Randy Wagstaff.
- Julito McCullum como Namond Brice.
- Tristan Wilds como Michael Lee.
- Tootsie Duvall como la Directora Adjunta Marcia Donnelly.
- Stacie Davis como Miss Duquette.
- Dan DeLuca como el Profesor David Parenti.
- Dravon James como la Profesora Grace Sampson.
- Nathan Corbett como Donut.

### Redacción de Baltimore
- Clark Johnson como el Editor Augusto "Gus" Haynes.
- Sam Freed como el Editor ejecutivo James Whiting.
- David Costabile como el redactor jefe Thomas Klebanow.
- Tom McCarthy como el Editor de mesa de estado Tim Phelps.
- Robert Poletick como el Editor Steve Luxenberg.
- Donald Neal como Jay Spry.
- Michelle Paress como la Periodista Alma M. Gutiérrez.
- Thomas McCarthy como el Reportero M. Scott Templeton.
- William F. Zorzi como el Periodista Bill Zorzi.
- Brandon Young como el Periodista Mike Fletcher.
- Bruce Kirkpatrick como el Periodista Roger Twigg.

## Producción

### Concepción
Simon ha declarado que en un principio se propuso crear un drama policial basado libremente en las experiencias de su socio y escritor Ed Burns, un antiguo detective de homicidios. Burns, que cuando trabajaba en extensas investigaciones sobre violentos traficantes de drogas utilizaba la vigilancia tecnológica, en ocasiones se topó con la burocracia del Departamento de Policía de Baltimore, mientras que Simon vio similitudes con sus propias experiencias como reportero policial de The Baltimore Sun.
Simon eligió Baltimore debido a su íntima familiaridad con la ciudad. Durante su etapa como escritor y productor de la serie de la NBC Homicide: Life on the Street, basada en su libro Homicide: A Year on the Streets Killing y también con Baltimore como escenario protagonista, Simon había entrado en conflicto con ejecutivos de la cadena NBC, que estaban disgustados por el pesimismo de la serie. Simon quería evitar una repetición de estos conflictos. Optó por presentar The Wire a la HBO debido a su anterior trabajo con la cadena, la miniserie The Corner en 2000. La HBO dudaba sobre incluir en su parrilla un drama policial, pero finalmente accedió a producir el episodio piloto. Simon se acercó al alcalde de Baltimore, diciéndole que quería dar un retrato sombrío de algunos aspectos de la ciudad, y fue bienvenido a trabajar allí de nuevo. Esperaba que la serie cambiara las opiniones de algunos espectadores, pero dijo que era poco probable que tuviese un impacto sobre los temas a tratar.

### Reparto
El reparto de la serie ha sido elogiado por la ausencia de nombres populares o grandes estrellas, proporcionando a los actores un carácter natural en sus actuaciones. El aspecto del elenco en su conjunto ha sido descrito como un desafío a las expectativas de la televisión por presentar una verdadera gama de humanidad en la pantalla.
El reparto inicial fue organizado a través de un proceso de audiciones y lecturas. Lance Reddick recibió el papel de Cedric Daniels después de hacer audiciones sobre otros papeles. Michael K. Williams consiguió el papel de Omar Little tras una sola audición.
Varias figuras prominentes de Baltimore de la vida real, como el exgobernador de Maryland, Robert L. Ehrlich Jr.; el reverendo Frank M. Reid III; el exjefe de policía, criminal condenado y presentador de radio Ed Norris; el delegado de Virginia Rob Bell; el ejecutivo del condado de Howard Ken Ulman; y el exalcalde Kurt Schmoke han aparecido en papeles de menor importancia a pesar de no ser actores profesionales. "Little" Melvin Williams, un importante traficante de drogas de Baltimore arrestado en la década de 1980 por una investigación en la que formó parte Ed Burns, tuvo un papel recurrente como diácono a partir de la tercera temporada. Jay Landsman, un oficial de policía que inspiró el personaje del mismo nombre, realizó el papel del teniente Dennis Mello. El comandante de policía de Baltimore Gary D' Addario sirvió de asesor técnico de la serie durante las dos primeras temporadas y tuvo un papel recurrente como el fiscal Gary DiPasquale.
Más de una docena de actores del reparto habían aparecido anteriormente en la primera serie de una hora de duración de la HBO Oz. J.D. Williams, Seth Gilliam, Lance Reddick y Reg E. Cathey tuvieron papeles muy importantes en Oz, mientras que otro gran número de protagonistas de The Wire, como Wood Harris, Frankie Faison, John Doman, Clarke Peters, Domenick Lombardozzi, Michael Hyatt y Method Man aparecieron en al menos un episodio de Oz. Otros miembros del reparto, entre los que se incluyen Erik Dellums, Peter Gerety, Clark Johnson, Clayton LeBouef, Toni Lewis y Callie Thorne también aparecieron en Homicide: Life on the Street. En la miniserie de la HBO The Corner también trabajaron Clarke Peters, Reg E. Cathey, Lance Reddick, Corey Parker Robinson, Robert F. Chew y Delaney Williams.

### Equipo
Junto a Simon, el creador del programa, jefe de guionistas, show runner y productor ejecutivo, gran parte del equipo creativo de The Wire eran antiguos alumnos de Homicide y The Corner. El veterano de The Corner, Robert F. Colesberry, fue el productor ejecutivo de las dos primeras temporadas y dirigió el final de la segunda temporada antes de morir por complicaciones en una operación cardíaca en 2004. Colesberry tuvo un pequeño papel recurrente como el detective Ray Cole, y su esposa, Karen L. Thorson, se unió a él en el personal de producción. Un tercer productor de The Corner, Nina Kostroff Noble (hermana de Michael Kostroff, que actúa en el papel del abogado Maurice Levy en The Wire) también participó en el equipo de producción de la serie completando el equipo inicial de cuatro personas. Tras la muerte de Colesberry, se convirtió en el segundo productor ejecutivo de la serie junto a Simon.
Las historias para la serie fueron a menudo coescritas por Ed Burns, un exdetective de homicidios de Baltimore y profesor de escuela pública que previamente había trabajado con Simon en otros proyectos como The Corner. Burns también se convirtió en productor de The Wire en la cuarta temporada de la serie. Entre los guionistas restantes se incluyen tres no nativos de Baltimore: George Pelecanos de Washington D. C., Richard Price del Bronx y Dennis Lehane de Boston. Los críticos han señalado las comparaciones entre los trabajos de Price (particularmente Clockers) y The Wire, incluso antes de unirse a la serie. Además de escribir, Pelecanos trabajó como productor durante la tercera temporada, y comentó que se sintió atraído por el proyecto debido a la oportunidad de trabajar con Simon. El guionista Rafael Álvarez escribió guiones de varios episodios, así como la guía de la serie The Wire: Truth Be Told. Álvarez es un colega de Simon de The Sun y nativo de Baltimore con experiencia de trabajo en la zona del puerto. Otro nativo de la ciudad y director de cine independiente, Joy Lusco, también escribió para la serie en cada una de sus tres primeras temporadas. El escritor del Baltimore Sun y periodista político William F. Zorzi se unió al equipo de guionistas en la tercera temporada y aportó una gran cantidad de experiencia en el apartado de la política de Baltimore.
El dramaturgo y productor y guionista de televisión Eric Overmyer se unió al equipo de The Wire en la cuarta temporada de la serie como asesor de producción y guionista. Él también había trabajado previamente en Homicide. Overmyer comenzó a trabajar en el equipo de producción a tiempo completo para reemplazar a Pelecanos, que redujo su participación en la serie para concentrarse en su siguiente libro y trabajó en la cuarta temporada exclusivamente como guionista. El guionista y amigo de la universidad de Simon, David Mills, también se unió al equipo de guionistas en la cuarta temporada.
Otro director de la serie y alumno de Homicide, Clark Johnson, dirigió varios episodios de The Shield, y Tim Van Patten, ganador del premio Emmy, trabajó en cada temporada de Los Soprano. La dirección ha sido elogiado por su estilo sencillo y sutil. Después de la muerte de Colesberry, el director Joe Chappelle se incorporó como coproductor ejecutivo y dirigió también dos episodios de la quinta temporada.

## Estilo

### Realismo

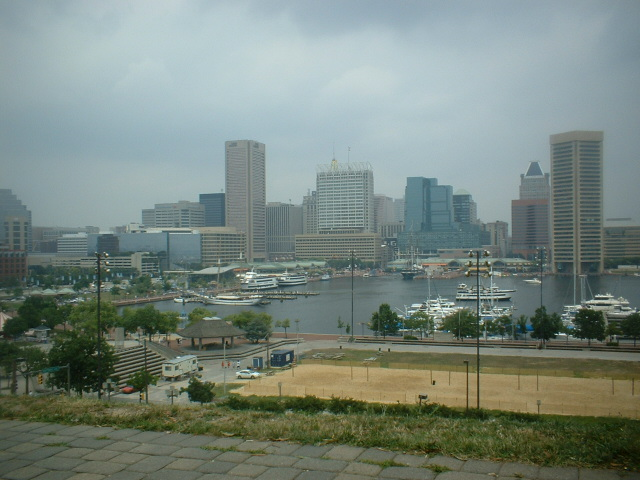
Puerto de Baltimore, uno de los escenarios de la serie.

Los guionistas se esforzaron por crear una visión realista de una ciudad estadounidense partiendo de sus propias experiencias. Simon, antiguo periodista del Baltimore Sun, pasó un año investigando un departamento de homicidios de la policía para su libro, Homicide: A Year on the Killing Streets, donde conoció a Burns. Burns trabajó en el Departamento de Policía de Baltimore durante 20 años y más tarde como profesor en una escuela intermedia. Ambos pasaron un año investigando la cultura de la droga y la pobreza en Baltimore para su libro, The Corner: A Year in the Life of an Inner-City Neighborhood. Sus experiencias se utilizan en muchas de las historias de The Wire.
Algo fundamental para la serie fue la creación de personajes verídicos. Simon ha señalado que la mayoría de ellos son figuras de la vida real de Baltimore. Por ejemplo, Donnie Andrews, quien falleció el mes de diciembre del año 2012, sirvió como la principal inspiración de Omar Little, y Martin O'Malley como "una de las inspiraciones" de Tommy Carcetti. La serie también se nutrió de actores no profesionales en papeles de menor importancia, distinguiéndose de otras series de televisión mostrando los "rostros y las voces de la ciudad real" que representa. Un ejemplo en este sentido es la protagonista conocida como "Snoop", quien cumplió 5 años de prisión por homicidio.
Para distinguir a los personajes policiales de otros detectives de televisión, Simon hace que incluso el mejor policía de The Wire no está motivado por el deseo de proteger y servir, sino por la vanidad intelectual de creer que es más inteligente que los criminales a los que persigue. Sin embargo, mientras que muchos de los policías exhiben cualidades altruistas, otros oficiales son retratados como incompetentes, violentos, vanidosos o frustrados. Los criminales no siempre están motivados por el lucro o el deseo de dañar a otros; muchos están atrapados en su existencia y todos tienen cualidades humanas. Aun así, The Wire no minimiza o disimula los efectos terribles de sus acciones.
La serie es realista en la representación de los procesos tanto de la labor policial como de la actividad criminal. Incluso se informó de que los miembros de una red de narcotráfico aprendieron a perfeccionar su negocio y a evadir el arresto policial viendo The Wire. La quinta temporada se centró en la sala de redacción de trabajo en el Baltimore Sun y ha sido considerado como uno de los retratos más realista de los medios de comunicación en el cine y la televisión.
En diciembre de 2006, The Washington Post publicó un artículo en el que los estudiantes afroamericanos locales declararon que la serie había "dado en el clavo" con la comunidad negra, y que ellos mismos conocían a homólogos reales de muchos de los personajes.

### Novela Visual
Varios eventos importantes ocurren fuera de cámaras y no hay Técnicas narrativas artificiales tales como Voice-over o Flashbacks, con la excepción de dos escenas – una al final del primer episodio que reproduce un momento anterior del mismo y una al final del último capítulo de la temporada cuatro que muestra un corto fragmento de un personaje enseñándole a su hermano menor durante un momento anterior de la temporada. Por lo tanto, el espectador necesita seguir con detenimiento cada conversación para entender el curso del arco argumental y la relevancia que tiene en él cada personaje. Salon ha descripto al programa como novelístico en su estructura, con una mayor profundidad en la escritura y el argumento más que otras series sobre crimen.
Cada temporada de The Wire consiste entre 10 y 13 episodios que forman varias narrativas multidimensionales. Simon elige esta estructura enfocándose en arcos argumentales extensos que atraigan espectadores, resultando en una recompensa más satisfactoria. Él ultiliza la metáfora de una novela visual en varias entrevistas, describiendo cada episodio como un capítulo, y ha agregado que esto permite una exploración mayor de los tópicos del programa en tiempos que no se utilizan en desarrollo de la trama.

### Comentario Social
Simon ha descripto a la segunda temporada como "una reflexión sobre la muerte del trabajo y la traición a la clase trabajadora estadounidense ... es un argumento deliberado que el capitalismo irrestricto no substituye a las políticas sociales; ya que por si mismo, sin un contrato social, el capitalismo puro está destinado a servirle a unos pocos a expensas de las masas." Él añadió que la temporada 3 "refleja la naturaleza de la reforma y los reformistas, y si hay alguna posibilidad de que los procesos políticos, altamente calcificados, puedan mitigar las fuerzas actualmente alineadas contra los individuos." La temporada tres es a su vez, una alegoria que traza paralelismos explícitos entre la Guerra de Irak y la prohibición de drogas, sobre la cual Simon considera ha fallado en sus objetivos y se convirtió en una guerra contra la clase baja nacional. Esto es representado por el Mayor Colvin, que imparte su visión a Carver de que al patrullaje se le ha ido permitiendo convertirse en una guerra y que por ende jamás cumplirá sus metas.
El escritor Ed Burns, que trabajó como maestro en una escuela pública luego de retirarse de la fuerza policial de Baltimore antes de trabajar con Simon, ha llamado a la educación el tema de la cuarta temporada. En lugar de enfocarse exclusivamente en el sistema escolar, la cuarta temporada mira las escuelas como partes porosas de la comunidad que se ven afectadas por problemas ajenos a sus fronteras. Para Burns la educación viene por varias fuentes además de la escuela y que los niños pueden ser educados por otros medios, tales como el contacto con los traficantes de droga para los que trabajan. Burns y Simon ven al tema como la oportunidad de explorar como los individuos terminan como los criminales del programa y para dramatizar la noción de que el trabajo duro no es siempre justamente retribuído.

## Temas principales
Un tema central en la estructura y desarrollo de la serie es el uso de tecnologías electrónicas de vigilancia usadas por la policía, de ello el título The Wire ("el alambre", cuyas interpretaciones podrían ser "espiar", "el pinchazo" o "la escucha"). Estas tecnologías aparecen de manera realista reflejadas como es habitual desde ambos lados de la ley, por una parte los sistemas y técnicas utilizados por los criminales para evadir la vigilancia y por la otra las contramedidas empleadas por la policía.
La clave de la serie es la demostración de los fallos y vicios de las diversas instituciones y su capacidad de sabotear sus propios propósitos por nobles que parezcan; rara vez se muestra que una institución, gubernamental, mediática, policial o criminal, sea exitosa en sus metas sin consecuencia alguna: por ejemplo, la policía impone sus propios límites de acuerdo al capricho de los altos mandos o de la alcaldía, los puertos tienen que recurrir al robo y al tráfico de bienes para mantener cierta influencia política, las instituciones educativas son limitadas a cumplir un nivel educativo estandarizado para mantenerse a flote y los periódicos se reducen a imprimir noticias que tienen que manipular al inflar su importancia, optando por inventar gran parte del contenido para continuar siendo relevantes. Igualmente, las organizaciones criminales deben abastecerse constantemente de colaboradores, cabecillas e incluso de jefes traficantes que caen bajo el ámbito violento de sus propias actividades.
La serie muestra también la falacia de otras series policíacas al argumentar que el policía o el detective actúa en función de su implicación sentimental y emocional en el caso; por el contrario, en The Wire los agentes actúan principalmente para resultar victorioso ante el reto, para satisfacer su propia curiosidad por resolver el mismo y para aliviar la urgencia de cumplir con su tasa mínima de desempeño. El policía está sujeto en su investigación a límites logísticos, problemas de fuerza mayor que generalmente no puede resolver y a bloqueos por parte de terceros; esto hace que veamos absurdas la efectividad e infalibilidad casi absolutas de otras series policíacas para resolver crímenes. También argumenta que el castigo a los criminales depende de varios grados de impunidad y de abuso de las reglas, generalmente por parte de individuos que cuentan con poder político y/o monetario.
La policía en The Wire está plagada de problemas internos que la han conducido a reducir su actividad al mínimo. Uno de los principales es la falta de comunicación entre departamentos, que reduce la capacidad de actuación, provoca graves errores y resta efectividad. Tanto es así que hay grandes lagunas en la administración de sus propios recursos. También la policía, como institución, es usada ampliamente para satisfacer fines políticos dentro y fuera de la misma.
The Wire argumenta que la violencia relacionada con el tráfico de drogas, a pesar de ser abrumadora es raramente arbitraria; el tráfico se hace notar principalmente cuando la tasa de muerte que conlleva se hace demasiado evidente, como el asesinato de testigos del Estado en la primera temporada o el hallazgo de las mujeres muertas que eran víctimas de trata de personas en la segunda temporada, entre otros ejemplos. Las autoridades son descritas como poco interesadas en combatir el uso de las drogas en la misma medida en que combaten el tráfico de drogas; su intención es, ante todo, reducir el nivel de violencia.
Las altas esferas en The Wire, como los contribuyentes políticos y los planeadores civiles ciertamente no hacen caso omiso al inmenso lucro generado por el tráfico de drogas y uno de los grandes problemas con las investigaciones de la policía es el riesgo de mostrar nexos entre las altas esferas y diversas actividades criminales en la ciudad; como muestra de esto varias de las investigaciones en la serie son paradas por el riesgo de descubrir tales asociaciones.
En una menor escala, la serie explora la relación de la policía local con el FBI; el FBI está mayormente interesado en la asociación de las actividades criminales con figuras políticas notorias y su enfoque se encuentra relativamente alejado del tráfico de drogas y centrado en actividades terroristas. Como tal, el FBI no colabora formalmente con la policía a menos que las investigaciones den los resultados que ellos quieren o el elemento de la policía tenga un rango notorio; los nexos son tratados más que todo por la relación informal entre los agentes federales y oficiales de la policía. Es mostrado que el FBI y la policía son susceptibles a manipulaciones políticas.
En su conjunto, The Wire habla de que el sistema está creado para que no se pueda salir de él, ya sea intentando llevarlo hasta su límite (McNulty, Colvin) o dejándose llevar por él (los niños, Herc), nada cambia el sistema. Todo sigue un bucle creado para que se mantenga, donde unos se convertirán en lo que ya han sido otros y el sistema se convertirá en una máquina capaz de autoabastecerse utilizando diferentes entidades, instituciones, personas, leyes... para lograr este fin.

## Música
El tema interpretado en el inicio de cada episodio de la serie es "Way Down in the Hole", una canción góspel y blues, escrita por Tom Waits e incluida en su álbum de 1987 "Franks Wild Years". En cada temporada, La canción se grabó con diferentes intérpretes sobre distintas secuencias de inicio:
- Primera temporada: The Blind Boys of Alabama.
- Segunda temporada: Tom Waits.
- Tercera temporada: The Neville Brothers.
- Cuarta temporada: DoMaJe, esta versión fue arreglada y grabada específicamente para la serie, por cinco adolescentes de Baltimore: Ivan Ashford, Steele Markel, Brown Cameron, Tariq Al Sabir y Avery Bargasse.[64]
- Quinta temporada: Steve Earle que es también el actor de la serie que interpreta el papel de Walon, un drogadicto en recuperación.[65]

## Críticas
El Premio Nobel de Literatura Mario Vargas Llosa alabó la serie y la comparó con leer una novela de Charles Dickens o Alexandre Dumas. Mario Vargas Llosa hizo un análisis de la serie en el periódico El País, en el que afirma: 

The Wire tiene la densidad, la diversidad, la ambición totalizadora y las sorpresas e imponderables que en las buenas novelas parecen reproducir la vida misma, algo que no he visto nunca en una serie televisiva, a las que suele caracterizar la superficialidad y el esquematismo.

El presidente de Estados Unidos Barack Obama manifestó que The Wire era su serie favorita.
Por otra parte, la comunidad local señaló la "hegemonía representacional" de la serie y de establecer representaciones de Baltimore donde prevalece la violencia y la corrupción.

## Premios y nominaciones

### Destacados
| Año                    | Categoría                                      | Nominado(s) | Temporada/Episodio      | Resultado              |
| Premios Primetime Emmy | Premios Primetime Emmy                         | Premios Primetime Emmy | Premios Primetime Emmy  | Premios Primetime Emmy |
| ---------------------- | ---------------------------------------------- | --- | ----------------------- | ---------------------- |
| 2008                   | Mejor guion en una serie dramática             | David Simon & Ed Burns | «–30–»                  | Nominados              |
| 2005                   | Mejor guion en una serie dramática             | David Simon & George Pelecanos | «Middle Ground»         | Nominados              |
| Premios NAACP          |                                                | |                         |                        |
| 2009                   | Mejor dirección en una serie dramática         | Seith Mann | «The Dickensian Aspect» | Nominado               |
| 2009                   | Mejor serie dramática                          | The Wire | Temporada 5             | Nominado               |
| 2009                   | Mejor actor de reparto en una serie dramática  | Michael K. Williams | Temporada 5             | Nominado               |
| 2009                   | Mejor actriz de reparto en una serie dramática | Sonja Sohn | Temporada 5             | Nominada               |
| 2007                   | Mejor dirección en una serie dramática         | Seith Mann | «Home Rooms»            | Nominado               |
| 2007                   | Mejor actor en una serie dramática             | Michael K. Williams | Temporada 4             | Nominado               |
| 2007                   | Mejor serie dramática                          | The Wire | Temporada 4             | Nominado               |
| 2007                   | Mejor actor de reparto en una serie dramática  | Wendell Pierce | Temporada 4             | Nominado               |
| 2007                   | Mejor actor de reparto en una serie dramática  | Glynn Turman | Temporada 4             | Nominado               |
| 2005                   | Mejor serie dramática                          | The Wire | Temporada 3             | Nominado               |
| 2005                   | Mejor actor de reparto en una serie dramática  | Idris Elba | Temporada 3             | Nominado               |
| 2005                   | Mejor actriz de reparto en una serie dramática | Sonja Sohn | Temporada 3             | Nominada               |
| 2004                   | Mejor serie dramática                          | The Wire | Temporada 2             | Nominado               |
| 2004                   | Mejor actor en una serie dramática             | Wendell Pierce | Temporada 2             | Nominado               |
| 2003                   | Mejor serie dramática                          | The Wire | Temporada 1             | Nominado               |
| Premios TCA            |                                                | |                         |                        |
| 2008                   | Logro individual en drama                      | David Simon | Temporada 5             | Nominado               |
| 2008                   | Premio Heritage                                | The Wire | Temporada 5             | Ganador                |
| 2008                   | Logro sobresaliente en drama                   | The Wire | Temporada 5             | Nominado               |
| 2008                   | Programa del año                               | The Wire | Temporada 5             | Nominado               |
| 2007                   | Logro individual en drama                      | The Wire | Temporada 4             | Nominado               |
| 2007                   | Programa del año                               | The Wire | Temporada 4             | Nominado               |
| 2004                   | Mejor drama                                    | The Wire | Temporada 2             | Nominado               |
| 2003                   | Nuevo programa del año                         | The Wire | Temporada 1             | Nominado               |
| 2003                   | Mejor drama                                    | The Wire | Temporada 1             | Nominado               |
| 2003                   | Programa del año                               | The Wire | Temporada 1             | Nominado               |
| Premios WGA            |                                                | |                         |                        |
| 2009                   | Serie dramática                                | Ed Burns, Chris Collins, Dennis Lehane, David Mills, George Pelecanos, Richard Price, David Simon & William F. Zorzi               | Temporada 5             | Nominados              |
| 2008                   | Serie dramática                                | Ed Burns, Kia Corthron, Dennis Lehane, David Mills, Eric Overmyer, George Pelecanos, Richard Price, David Simon & William F. Zorzi | Temporada 4             | Ganadores              |
| 2008                   | Episodio dramático                             | David Simon & Ed Burns | «Final Grades»          | Nominados              |

### Otros premios
| Año  | Premio                                       | Categoría                                                                                            | Nominado(s) | Temporada/Episodio | Resultado |
| ---- | -------------------------------------------- | --- | --- | ------------------ | --------- |
| 2009 | Crime Thriller Awards                        | The TV Dagger                                                                                        | The Wire | Temporada 5        | Ganador   |
| 2009 | Crime Thriller Awards                        | Mejor actor                                                                                          | Dominic West | Temporada 5        | Ganador   |
| 2009 | Directors Guild of America                   | Dirección sobresaliente en una serie dramática nocturna                                              | Daniel Attias | «Transitions»      | Ganador   |
| 2009 | Premios Eddie                                | Mejor edición para serie televisiva no-comercial de una hora de duración                             | Kate Sanford | «More with Less»   | Nominada  |
| 2009 | Premios IFTA                                 | Mejor actor en un papel principal televisivo                                                         | Aidan Gillen | Temporada 5        | Ganador   |
| 2007 | Premios Eddie                                | Mejor edición para serie televisiva no-comercial de una hora de duración                             | Kate Sanford | «Boys of Summer»   | Nominada  |
| 2007 | Premios Edgar                                | Mejor guion en un largometraje televisivo o miniserie                                                | Ed Burns, Kia Corthron, Dennis Lehane, David Mills, Eric Overmyer, George Pelecanos, Richard Price, David Simon & William F. Zorzi | Temporada 4        | Ganadores |
| 2007 | Premio Golden Reel                           | Mejor edición de sonido en televisión: Forma abreviada - Diálogo y reemplazo de diálogo automatizado | Jennifer Ralston, Igor Nikolic & Matthew Haasch                                                                                    | «Misgivings»       | Nominados |
| 2006 | Encuesta a críticos de radiodifusión y cable | Mejor programa                                                                                       | The Wire | Temporada 4        | Ganador   |
| 2006 | Encuesta a críticos de radiodifusión y cable | Mejor drama                                                                                          | The Wire | Temporada 4        | Ganador   |
| 2006 | Premios Satellite                            | Mejor serie dramática                                                                                | The Wire | Temporada 4        | Nominado  |
| 2006 | Mejor/Peor Lista de la Revista TIME          | Mejor programa de televisión                                                                         | The Wire | Temporada 3        | Ganador   |
| 2005 | Premio GLAAD Media                           | Serie dramática sobresaliente                                                                        | The Wire | Temporada 3        | Nominado  |
| 2004 | Premio ASCAP                                 | Mejores series de TV                                                                                 | Tom Waits | Temporada 2        | Ganador   |
| 2003 | Premio Artios                                | Mejor casting en un piloto televisivo dramático                                                      | Alexa L. Fogle & Pat Moran | «The Target»       | Ganadores |
| 2003 | Premios Edgar                                | Mejor episodio televisivo                                                                            | David Simon & Ed Burns | «The Target»       | Nominados |
| 2003 | Premio GLAAD Media                           | Serie dramática sobresaliente                                                                        | The Wire | Temporada 2        | Nominado  |
| 2003 | Premio Peabody                               | Área de excelencia                                                                                   | The Wire |                    | Ganador   |
| 2002 | Mejor/Peor Lista de la Revista TIME          | Mejor programa de televisión                                                                         | The Wire | Temporada 1        | Ganador   |